# Arzignano
Arzignano (velenceiül Arzenjan) település Olaszországban, Veneto régióban, Vicenza megyében. Lakosainak száma 25 280 fő (2023. január 1.). Arzignano Chiampo, Montorso Vicentino, Nogarole Vicentino, Trissino, Montecchio Maggiore és Ronca községekkel határos.

## Népesség
A település népességének változása:
| Lakosok száma | 25 610 | 25 605 | 25 280 |
|               | 2017   | 2018   | 2023   |

## Híres szülöttjei
- Manuel Benetti labdarúgó
- Marzia Kjellberg internetes sztár